# Piranhas (film, 2019)
Pour les articles homonymes, voir Piranha (homonymie).
Pour plus de détails, voir Fiche technique et Distribution.
Piranhas (La paranza dei bambini) est un film italien réalisé par Claudio Giovannesi, sorti en 2019. Le film est tourné en napolitain.
C'est l'adaptation du roman du même nom de Roberto Saviano paru en 2016 en Italie, et paru en français sous le titre Piranhas.

## Synopsis
Un groupe d'adolescents du quartier Sanità de Naples, assoiffés de pouvoir et d'argent facile, se fait une place sur la scène criminelle de la ville. Dans l'inconscience de leur âge, lorsqu'ils rencontrent une autre bande composée à la fois d'adultes et de mineurs, ils entament leur chemin aux frontières du bien et du mal dont la seule conclusion possible est le crime.

## Fiche technique
- Titre original : La paranza dei bambini
- Titre français : Piranhas
- Réalisation : Claudio Giovannesi
- Scénario : Maurizio Braucci, Claudio Giovannesi et Roberto Saviano
- Décors : Michele Modafferi
- Pays d'origine : Italie
- Langue originale : Napolitain
- Format : Couleurs - 35 mm
- Genre : drame
- Durée : 105 minutes
- Dates de sortie :
  -  Allemagne : 12 février 2019 (Berlinale 2019)
  -  Italie : 13 février 2019
  -  France : 5 juin 2019

## Distribution
- Francesco Di Napoli : Nicola
- Artem Tkachuk : Tyson (comme Ar Tem)
- Alfredo Turitto : Biscottino
- Viviana Aprea : Letizia
- Pasquale Marotta : Agostino Striano
- Mattia Piano Del Balzo : Briatò
- Ciro Vecchione : O Russ
- Ciro Pellechia : Lollipop
- Luca Nacarlo : Cristian
- Carmine Pizzo : Limone
- Valentina Vannino : Madre di Nicola
- Aniello Arena : Lino Samataro
- Roberto Carrano : Caminiello
- Adam Jendoubi : Aucelluzzo
- Renato Carpentieri : Don Vittorio

## Accueil

### Critique
En France, le site Allociné recense une moyenne des critiques presse de 3,5/5.
Pour Le Parisien, le film « dépasse le fantasme de la mafia pour faire comprendre au spectateur les motivations profondes des nouveaux venus dans cet univers cruel ». Pour Première, « dans ce genre à part que constitue le film de mafia, Giovannesi sait affirmer sa singularité ».

## Distinctions

### Récompenses
- Berlinale 2019 : Ours d'argent du meilleur scénario pour Maurizio Braucci, Claudio Giovannesi et Roberto Saviano[3].
- Festival international du film policier de Beaune 2019 : prix du Jury[4].
- Noir in Festival 2019 : prix Caligari[5]